# Rudolf Naujoks
Rudolf Karl Naujoks (* 24. Juli 1919 in Königsberg (heute: Kaliningrad); † 27. März 2004 in Würzburg) war ein deutscher Zahnmediziner und Hochschullehrer.

## Leben und Werk

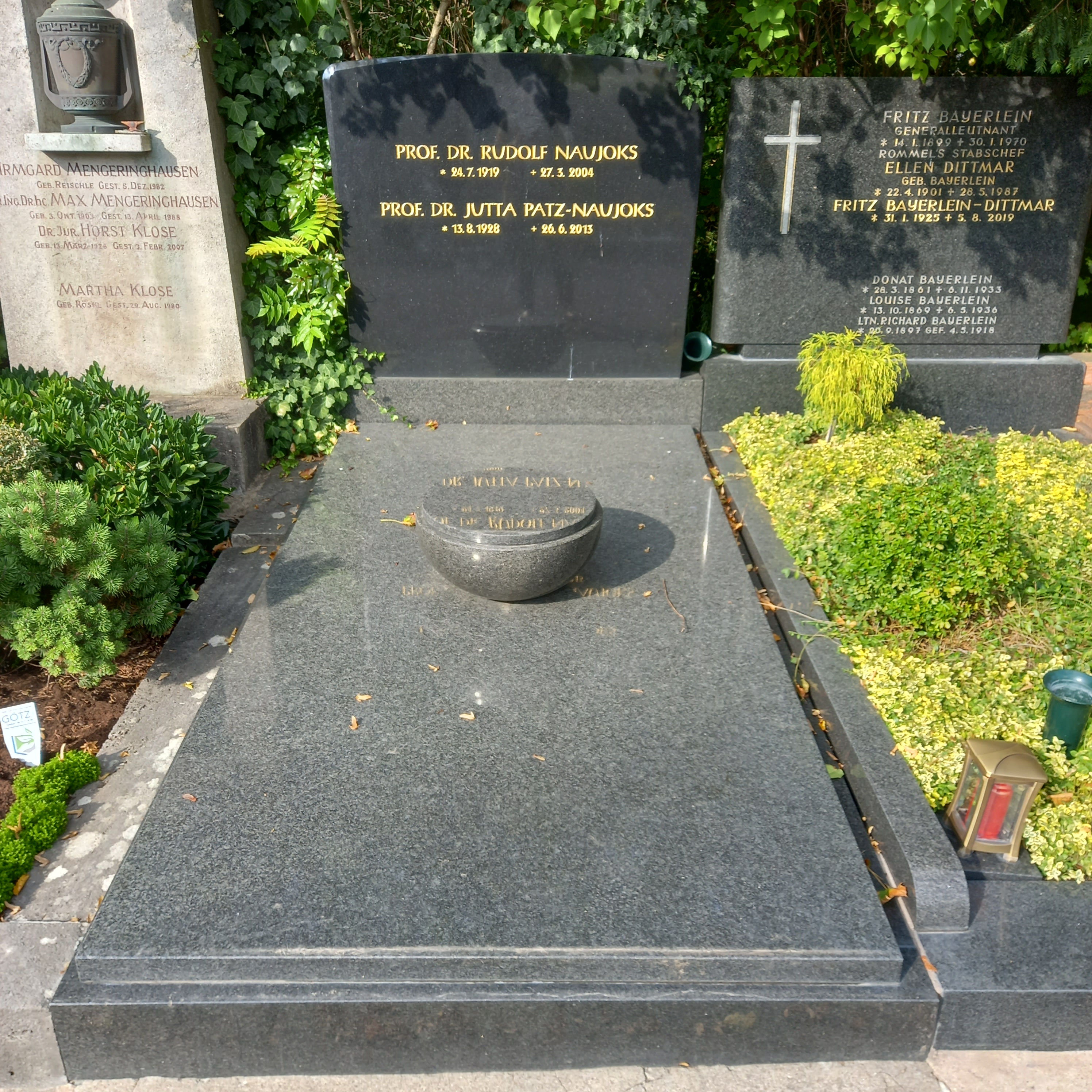
Das Grab von Rudolf Naujoks und seiner Ehefrau Jutta Patz-Naujoks auf dem Hauptfriedhof Würzburg

Rudolf Naujoks Eltern waren der Gärtner Karl Naujoks und dessen Ehefrau Berta, geborene Klotzki. Am 2. März 1938 schloss Rudolf Naujoks mit der Reifeprüfung an der Oberrealschule auf der Burg in Königsberg seine Schulzeit ab, genügte dann seiner Arbeitsdienst- und Wehrpflicht. Bis auf eine Unterbrechung gehörte er (als Oberleutnant) dem Feldheer an und war „an Feldzügen im Westen, Osten und in Italien beteiligt.“ Im Wintersemester 1941/42 studierte er Zahnmedizin an der Albertus-Universität in Königsberg und setzte aufgrund der Kriegsereignisse erst ab Wintersemester 1945/46 sein Studium an der Hamburger Universität fort, nachdem Bargteheide (Holstein) sein neuer Wohnsitz geworden war. Hier lebte er mit seiner 1944 angetrauten Ehefrau (Christa, geb. Heinrich) und seinen zwei Kindern. Naujoks wurde 1948 in Hamburg approbiert, wirkte als Assistent unter Karl Schuchardt und promovierte dort im selben Jahr zum Dr. med. dent. mit einer Arbeit „Über Zähne und Tonsillen bei der Fokalinfektion (Eine Gegenüberstellung)“.
Am 11. Juli 1955 habilitierte er sich mit einer Arbeit über Histotopische Untersuchungen am Zahnorgan. 1958 wurde er Oberarzt und leitete ab 1959 die Abteilung für Zusammenfassende Zahnheilkunde. 1961 wurde er in Hamburg zum außerordentlichen Professor ernannt. Ab 1. März 1962 war er für drei Monate als Visiting Professor an der Harvard-Universität Boston (USA) in der Forschung tätig. Am 17. April 1963 übernahm er den Lehrstuhl für Zahnheilkunde an der Universität Würzburg, den 1912 Hofzahnarzt Andreas Michel erstmals bezogen hatte. Naujoks wurde dort zum Direktor der Zahn-, Mund- und Kieferklinik ernannt. 1964 richtete er den ersten Lehrstuhl für Experimentelle Zahnheilkunde ein, der mit seinem Hamburger Kollegen Fritz Bramstedt als Leiter besetzt wurde. Auf Initiative von Naujoks, Adolf Kröncke und Hans Rudolf Mühlemann wurde im gleichen Jahr in Straßburg die Continental European Division der International Association for Dental Research (IADR) gegründet, der Naujoks 1965 als Nachfolger von Mühlemann als Präsident vorstand. 1971 wirkte er federführend an der Einrichtung eines Sonderforschungsbereichs Biologie der Mundhöhle an der Universität Würzburg mit.
Seine Schwerpunkte in Forschung und Wissenschaftspolitik lagen im Bereich Kariesforschung, wo er -schon in Hamburg, dort vor allem im Labor von Joachim Kühnau- mit Günther Ahrens, Fritz Bramstedt und Adolf Kröncke biochemische Speichelforschung betrieb. Außerdem arbeitete er an der Epidemiologie und Prophylaxe oraler Erkrankungen. 1965 nahm er eine Überprüfung der protektiven Wirkung von Fluorzahnpasten in Angriff. Mit Unterstützung der Firma Wybert, Lörrach, führte er 1967 „Kariesepidemiologische Untersuchungen an 15 bis 18jährigen Oberschülern im Raume Würzburg“ durch. Zwei Jahre später berichtete er über Tests, bei denen er in Zusammenarbeit mit den Blendax-Werken, Mainz, deren fluoridhaltige Zahnpasta untersucht hatte, die er in seinem Bericht als „Blendax Fluor Super“ identifiziert. Für die damit „klinisch geprüfte“ Zahncreme wurde mit dem Namen des Testers geworben, was kollegiale Unkenrufe provozierte. Bis dahin hatte Blendax nur fluoridfreie Zahncreme produziert, seit den 1950er Jahren nach Rezepturen von Hertha Hafer.
Nachdem bereits 1962 zwei sich zeitlich überschneidende Fluor-Symposien (eines in Bern vom 15.–17. Oktober, ein anderes, von der ORCA gesponsert, in Zürich vom 16.–18. Oktober) nicht nur zu Terminkonflikten unter Fluorforschern geführt hatten, wirkte sich 1966 ein weiterer Konflikt zwischen Fluoridgegnern und -befürwortern auch auf die ORCA aus. Anfang Juni 1966 hatten George Waldbott und Albert Burgstahler Schreiben an internationale Fluorforscher verschickt, in denen sie zur Gründungsveranstaltung der „American Society for Fluoride Research“ (später „International Society for Fluoride Research“ (ISFR) benannt) einluden. Bei der ORCA-Hauptversammlung am Ende des 13. Kongresses im Juni 1966 in Perugia (Italien) wurde Rudolf Naujoks als Organisator des nächsten Kongresses (1967 in Würzburg) zum Co-Präsidenten und Fritz Bramstedt in den wissenschaftlichen Beirat gewählt. In der gleichen Versammlung wurde beschlossen, den Namen der Organisation in Europäische Arbeitsgemeinschaft für Kariesforschung bzw. European Organization for Caries Research (ORCA) zu ändern. Dass ausgerechnet die „Fluorforschung“ aus dem Namen gestrichen wurde, löste zuerst heftige Kritik aus, denn die Absicht der Gründungsmitglieder, die Fluorforschung restlos zu klären, sei keineswegs erfüllt und die („angebliche“) Namensänderung verstoße gegen die Statuten. Sie sollte aber ein Signal setzen: Die ORCA werde zukünftig Fragen der Trinkwasserfluoridierung (TWF) nicht mehr diskutieren, sie habe sich „als sicher, unschädlich, technisch durchführbar und billig erwiesen.“ Unter dem Vorsitz von Rudolf Naujoks, dem 1967 gewählten ORCA-Präsidenten, hielt Walter Künzel 1967 einen Vortrag, der als „Schlußstrich unter das Thema Trinkwasserfluoridierung“ bezeichnet wurde. Naujoks soll 1967 den Kariesforscher Neil Jenkins zum ersten Kongress der ISFR in Frankfurt entsandt haben, um dort den Standpunkt der ORCA zu vertreten.
Noch unter der Präsidentschaft von Ewald Harndt, der im Herbst 1965 sein Amt niederlegte und von dem Erlanger Hochschullehrer Gerhard Steinhardt abgelöst wurde, gründete Naujoks innerhalb der Deutschen Gesellschaft für Zahn-, Mund- und Kieferheilkunde (DGZMK) eine Fluorkommission, die bei „aktuellen Fragen der Fluorforschung gutachtlich Stellung nehmen wird.“ Er selbst übernahm den Vorsitz dieser Kommission und sprach in dieser Funktion (zugleich auch Vizepräsident der ORCA) 1966 eine allgemeine Empfehlung der TWF im Namen der DGZMK aus. Legitimiert wurde diese Befürwortung im Oktober 1967 auf der 94. Jahrestagung der DGZMK im Rahmen einer, sonst bei diesen Tagungen unüblichen, gelenkten Diskussion unter Diskussionsleiter Adolf Kröncke, dem frisch etablierten Schriftleiter der Deutschen Zahnärztlichen Zeitschrift. So wurde „vollständige Einigkeit unter den Fachleuten“ signalisiert. Bei der Wasserfachlichen Aussprachetagung des DVGW 1968 in Berlin beanstandete Harndt, dass die Zahnärzte keinen objektiven Standpunkt einnehmen und es werde „von zahnärztlicher Seite bzw. von zahnärztlicher Vereinsseite her hier - wie es heute so schön heißt - 'manipuliert'.“ Die Berichte bei der DGZMK-Tagung seien doch sehr einseitig ausgerichtet gewesen und konträre Wortmeldungen seien abgetan worden, „als wären sie kurzerhand von Leuten herausgegeben, die vollkommen unkompetent für diese Fragen sind.“
Naujoks' zweite Ehefrau, die unter ihm promovierte Zahnärztin Jutta Patz, habilitierte sich 1974 bei Dietrich Henschler mit einer Arbeit über Pharmakokinetische Untersuchungen zum Fluoridstoffwechsel und wirkte dann als Extraordinarius mit ihrem Mann in der Poliklinik für Zahnerhaltung und Parodontologie. Noch nach seiner Emeritierung im Jahr 1987 koordinierte Naujoks bis 1991 eine Studie über den Mundgesundheitszustand und das Mundgesundheitsverhalten in Deutschland.
Anzumerken ist, dass insgesamt neun Präsidenten der DGZMK das „Dritte Reich“ als Erwachsene erlebt hatten. Diese neun Personen führten die Deutsche Gesellschaft für Zahn-, Mund- und Kieferheilkunde (DGZMK) und deren Vorgängerorganisation von 1906 bis zum Beginn der 1980er Jahre an. Nur einer dieser neun Präsidenten – Rudolf Naujoks – hatte sich nicht der NSDAP angeschlossen.

## Funktionen und Auszeichnungen
- 1959–1960 Vizepräsident der Europäischen Arbeitsgemeinschaft für Fluorforschung und Kariesprophylaxe (ORCA)
- 1965 Präsident der Continental European Division der IADR (als Nachfolger von H.Mühlemann)[34][35]
- 1965/1966 Dekan der Medizinischen Fakultät der Universität Würzburg
- 1966–1969 Mitglied des engeren Senats der Universität
- 1966 Co-Präsident der ORCA
- 1967 Beisitzer im Vorstand der DGZMK (wie Hans Joachim Schmidt)
- 1967–1968 Präsident der ORCA
- 1967–1969 Erster Vorsitzender der Vereinigung der Hochschullehrer für Zahn-, Mund- und Kieferheilkunde
- 1972–1977 Präsident der DGZMK
- 1977 Aufnahme als Mitglied in der Sektion Ophthalmologie, Oto-Rhino-Laryngologie, Stomatologie in die Deutsche Akademie der Naturforscher Leopoldina
- 1978 Ehrennadel der DGZMK
- 1986 Ehrenmitglied der DGZMK

## Publikationen (Auswahl)
- 1953 (mit R. Vonderlinn): Biochemische Speicheluntersuchungen. In: Zahnärztliche Rundschau. Band 62, Nr. 16, August 1953, S. 438.
- 1955 (mit F. Bramstedt und A. Kröncke): Biochemische Untersuchungen zur Fluorwirkung im Speichel kariesanfälliger und -resistenter Personen. In: Deutsche Zahnärztliche Zeitschrift. Band 10, Nr.5, 1955, S. 311.
- 1956 (mit F. Bramstedt und A. Kröncke): Über die Aktivierung des Kohlenhydratabbaus im Speichel durch niedrige Fluor-Konzentrationen. In: Naturwissenschaften. Band 43, S. 109–110.
- 1967: Würzburg, eine der ältesten Pflegestätten der Zahnheilkunde. In: Würzburg-67. 1967, Heft 4, S. 17–20.
- 1968: Kariesprophylaxe durch Fluoride. In: Deutsche Zahnärztliche Zeitschrift. Band 23, S. 135–141.
- 1980 (mit Jutta Patz): Morbidität und Versorgung der Zähne in der Bevölkerung der Bundesrepublik Deutschland. In: Deutsche Zahnärztliche Zeitschrift. Band 35, S. 259–264.
- 1985 (mit G. Hüllebrand): Mundgesundheit in der Bundesrepublik. In: Zahnärztliche Mitteilungen. Band 75, S. 417–419.